# Гартвік (переписна місцевість, Нью-Йорк)
Гартвік (англ. Hartwick) — переписна місцевість (CDP) в США, в окрузі Отсего штату Нью-Йорк. Населення — 547 осіб (2020).

## Географія
Гартвік розташований за координатами 42°39′31″ пн. ш. 75°3′40″ зх. д. / 42.65861° пн. ш. 75.06111° зх. д. (42.658609, -75.061109).  За даними Бюро перепису населення США в 2010 році переписна місцевість мала площу 8,95 км², уся площа — суходіл.

## Демографія
Згідно з переписом 2010 року, у переписній місцевості мешкало 629 осіб у 248 домогосподарствах у складі 166 родин. Густота населення становила 70 осіб/км².  Було 296 помешкань (33/км²).
Расовий склад населення:
| - 96,5 % — білих - 0,3 % — корінних американців - 0,2 % — азіатів |

До двох чи більше рас належало 2,7 %. Частка іспаномовних становила 1,3 % від усіх жителів.
За віковим діапазоном населення розподілялося таким чином: 25,3 % — особи молодші 18 років, 65,0 % — особи у віці 18—64 років, 9,7 % — особи у віці 65 років та старші. Медіана віку мешканця становила 37,8 року. На 100 осіб жіночої статі у переписній місцевості припадало 96,6 чоловіків;  на 100 жінок у віці від 18 років та старших — 93,4 чоловіків також старших 18 років.
Середній дохід на одне домашнє господарство  становив 56 613 долари США (медіана — 37 083), а середній дохід на одну сім'ю — 75 706 доларів (медіана — 57 750). За межею бідності перебувало 18,7 % осіб, у тому числі 34,5 % дітей у віці до 18 років та 13,0 % осіб у віці 65 років та старших.
Цивільне працевлаштоване населення становило 322 особи. Основні галузі зайнятості: освіта, охорона здоров'я та соціальна допомога — 31,4 %, виробництво — 29,8 %, роздрібна торгівля — 16,1 %, транспорт — 4,7 %.